# 한강 전투
한강 전투(漢江戰鬪)는 한국 전쟁 발발 초기인 1950년 6월 28일에 한강 이북의 서울이 북한군에게 함락당하자 한강 이남으로 철수한 국군이 강을 사이에 두고 강북의 북한군과 대치해 벌인 공방전이다. 7월 3일에 방어선이 무너지면서 7월 4일에 국군이 수원까지 내어놓게 된다.

## 전투 전 상황

### 6월 25일
6월 25일에 1사단 12연개 2대대 병력의 일부가 김포반도 동북단으로 철수하자, 육군 본부는 기갑연대의 1개 소대를 김포반도의 한강 도하지점으로 급파하는 기민성을 보였다.
그리고 6월 26일에는 남산 정보학교장 계인주 대령을 김포지구전투사령관으로 임명하고 부교장 최복수 중령을 참모장으로 임명해 김포 반도 전투를 지휘하도록 했다.
그리고 밀양에서 공비토벌 · 선무 작전을 하다가 영등포로 복귀한 방원철 소령이 이끄는 보국대대를 투입하였다. 시흥의 보병학교에서 교육을 받던 각종 후보생으로 대대를 편성하여 김포에 투입하기도 했다.

### 6월 27일
6월 27일부터 북한군 6사단의 병력이 도하를 실시하여 진격하자 국군은 반격작전을 펼쳤으나 6월 28일에는 김포읍이 북한군의 수중에 들어가고, 사령관이 실종(후에는 전지 이탈로 드러남)되는 사태가 발생하였다. 다른 지역에서의 상황과 크게 다를 바가 없었다.

### 6월 28일
새벽 2시 한강 인도교가 폭파되었다.

## 전투 과정

### 6월 28일, 한강 인도교 폭파 후
초기 전투에서의 충격에서 채 벗어나지 못한 상태에서 '혼성'이라는 이름을 앞에 달고 소총사단 수준에도 미치지 못하는 병력만으로 한강선을 지켜야 하는 국군은, 그래도 사수 결의만은 대단한 수준을 유지하고 있었다.
영등포 지역에 배치된 혼성 수도 사단은 혼성 2개 대대와 5사단의 일부 병력을 배속 받아 마포, 서강 지역의 북한군 4사단과 대치하고 있었고, 혼성 7사단은 4개 대대의 혼성 대대를 배속 받아 노량진 지역에서 북한군 전차와 주력 부대의 남진을 저지할 목적으로 배치되어 있었다.
그러나 급조된 혼성 부대는 원 부대의 집결지를 알면 즉시 원대로 복귀하는 것이 통례였기 때문에 혼성부대의 지휘관들은 자신이 지휘하는 부대원의 신상이나 규모를 알지 못한 채 방어에 임하고 있었다. 따라서 질서 있고 조직적인 작전 수행이 거의 불가능한 상태에서 한강선의 방어가 실시될 수밖에 없었다.
혼성 제7사단장 유재흥 준장은 지휘소를 대방동의 국군수도병원(전 공군회관 자리)에 사단 지휘소를, 사단 수용소를 성남중학교에 설치하고 전열정비에 들어갔다.
사단장은 노량진 ~ 영등포 도로의 강변에는 1연대와 공병 혼성대대를 배치하여 경부가도와 철로, 그리고 지역 내 한강도하를 저지하도록 하고, 9연대와 혼성 대대를 동작동 ~ 흑석동 능선, 20연대와 혼성대대를 흑석동과 본동 사이의 능선에 배치하고, 15연대 1대대, 25연대 2대대, 15연대 3대대를 수도고지 서북쪽에 배치하여 노량진 ~ 영등포를 잇는 도로와 철도를 감제하도록 했다.
노량진 지역의 방어를 맡은 7사단장은 특히 채 폭파되지 않은 경부 복선 철교가 마음에 걸렸는데 인도교와 경인선 하행선의 폭파가 먼저 이루어졌기 때문에 옆의 상행선은 침목의 일부만 손상을 입은 가벼운 폭파가 되었고(이것은 후에 B-29가 폭파시켰음.), 서쪽의 경부 복선은 거의 폭파되지 않은 상태에 있었다.
이것은 철교들이 인접해 있었던 이유로 점화시간이 다를 경우, 먼저 폭파된 폭약의 폭풍과 진동으로 나머지 폭파장치(도폭선과 뇌관 등)가 분해되거나 제 기능을 발휘하지 못하게 되어 폭파가 제대로 이루어지지 않았던 것으로 볼 수 있다. 물론 이렇게 폭파가 덜 된 철교로 열차와 국군의 인원이 도강을 할 수 있었으나 이 지역의 방어를 맡은 사단장은 이 점이 마음에 걸렸다.
자신이 아침에 건넌 철교가 마음에 걸려 7사단장은 북한군이 이를 이용하지 못하도록 공병대에게 이의 절단을 명했다. 그리고 존 처치 준장의 요청으로 6월 29일에는 B-26 폭격기가 폭격했지만 커다란 효과가 없었다.
명령을 받은 공병도 이의 절단을 시도했으나 복선 철교의 남단에 있는 교대 연결부분이 약간 이탈하는 정도로밖에 폭파가 성공하지 못했다. 북한군의 방해도 있었지만 폭약 등 폭파수단이 없던 공병은 철교를 완전히 절단하지 못한 채 불씨를 남겨놓게 되었다.
한편 혼성 수도사단장으로 임명된 사단장 이종찬 대령은 사단 지휘소를 우신초등학교에 설치하고, 비교적 건제가 유지된 박태운 소령이 이끄는 8연대 3대대를 사단의 근간으로 삼아 영등포 지역 방어에 임했다. 3연대와 18연대는 의정부 정면에 증원된 후 행방조차 모르는 상태에서 18연대의 1개 대대와 57mm 대전차포소대가 합류하였다.
그러나 사단의 전력은 1개 연대의 수준도 되지 않은 상태에 있었다. 이와 같이 시흥지구의 전투사령부가 지휘 하여 한강선을 지켜야 하는 주력인 혼성 수도 사단과 혼성 7사단의 전력은 1개 사단 수준에도 미치지 못했다.

### 6월 29일
북한군이 서울을 점령한 지 하루가 지난 6월 29일에 노량진 전선은 한강을 사이에 두고 교착상태를 이루고 있었다. 북한군은 6월 29일에 동작동과 흑석동 사이 남쪽 한강변에 진지를 구축하기도 하고, 흑석동과 본동 고개 너머의 도당재지역에 소대규모를 도하시켜 호를 파기도 했다.
이에 9연대와 20연대 병사들이 이들을 공격하여 수장시키고 소련제 맥심(Maxim) 기관총과 체코슬로바키아제 소총을 노획하기도 했으나, 동작동과 흑석동 사이의 한강변에는 적의 도하병력이 늘어서 진지를 구축하기도 했다. 그리고 6월 29일 밤이 깊었다.
그러나 6월 29일에 혼성 수도 사단이 맡고 있던 영등포 지역에서는 북쪽의 북한군이 쏘아대는 120mm 박격포탄이 떨어지는 가운데 더글라스 맥아더 극동 미군 사령관이 나타나 '위험하니 돌아가는 것이 좋겠다.'는 미 고문단장 라이트 대령의 권유를 물리치고 '한강을 봐야겠다 (No, I want to see Han River).'고 하고 강북에서 타오르는 연기와 포연을 보고 있었다. 그리고 호를 지키고 있던 병사에게 '지원병을 보내 줄 테니 안심하고 싸우라.'는 말을 남겼다.
6월 29일 정오가 지나자 여의도의 북단에는 적의 산발적인 도하가 시작되었다. 국군이 그나마 갖고 내려온 81mm 박격포는 국군을 괴롭히는 북한군 포진지를 공격할 만큼 사정거리가 길지 못했다. 그리하여 국군은 포 4문을 끌고, 여의도 서북쪽 구릉지대에까지 진출해 진지를 구축하고 강북을 향해 회심의 1발을 날리고, 10발을 더 사격했을 무렵 북한군의 집중포화가 퍼부어져 포를 끌고 진출했던 전원이 전사하고 말았다.
이 동안에 북한군은 도하 거점을 확보하고 김포가도 쪽으로 공격함으로써 밤새 피아간에 공방전이 전개되었다. 아군 장병들은 김포에 이르는 가도의 제방에 엎드려 허리띠를 풀어 옆 전우와 연결하여 서로 돌격하면서 적의 진출을 막아내고 있었다.

### 6월 30일
여의도에서의 6월 30일 아침은 북한군과 국군이 공방의 혈전을 치르는 가운데 밝아왔다. 북한군은 서종철 중령이 이끄는 8연대의 방어선을 뚫지 못하고 여의도의 비행장만을 장악하고 있었다. 연대장은 북한군의 진지가 공고해지기 전에 이를 격퇴하기 위해서 김광해 대위가 이끄는 3대대 11중대를 투입하였다.
격전 끝에 11중대 병력이 적을 구축하고 비행장을 점령한 다음, 경계 진지를 급히 구조하였다. 이때 강북의 마포와 신촌에 방열된 북한군의 포화가 불을 뿜기 시작했다.
이러한 포화 속에서 철수조차 할 수 없던 11중대 병력은 본진지로 철수하지 못하고 비행장 내의 격납고 속으로 대피했다. 그러나 북한군의 포격으로 이 격납고가 화염에 휩싸이고 이들은 중대장이 산화하는 등 많은 피해를 입고 말았다.
주인을 잃은 여의도에는 북한군과 국군의 포화만이 난무하고 있었고 사단지휘소를 동양 맥주공장으로 이전해야 할 정도로 적의 포화가 집중되었던 것이다. 그러나 북한군은 대규모 도하는 실시하지 못했다.
노량진 지역에서도 6월 30일부터 적은 포병의 지원 아래 본격적인 도하를 시작하였다. 북한군 3사단은 전날 확보한 동작동~흑석동 사이의 한강변고지를 발판으로 동작동 뒤쪽 고지 정상으로 능선을 따라 진출하려 했다.
이에 국군은 미군 제 19폭격전대 B-29 15대를 동원하여 노량진 지역의 한강 북쪽을 폭격하여 지역 내 적의 도하증원을 차단하면서, 이미 도강한 적을 몰아 최초의 위치에 고착시키는 데까지는 성공을 거두었다.
노량진 지역에서 한강 인도교 남단을 감제할 수 있는 위치에서 방어를 하고 있던 15연대와 25연대는 한강을 건너와 도당재 지역에 도하 거점을 확보하려던 북한군을 공격하여 수장시키고, 소총 100정, 기관총 4 ~ 5정, 권총 20정, 그리고 수류탄 300발을 노획하는 전과를 올리기도 하였다. 국군 역시 30명의 손실을 감수해야만 했으나 이러한 전과는 국군으로 하여금 전차를 동반하지 않은 적과는 싸워서 이길 수 있다는 자신감을 갖게 하였다.

### 7월 1일
영등포 지역에서의 북한군의 도하공격이 본격적으로 실시되기 시작한 때는 7월 1일 오전 4시 경이었다. 북한군 4사단 병력은 마포와 하중리 나루터에서 뗏목과 나룻배에 병력과 장비를 나누어 싣고 여의도를 향하여 이 섬 옆에 있는 밤섬에 전진거점을 확보하고 김포가도 제방으로 들이닥쳤다.
그러나 이 제방을 지키고 있던 국군들은 전차 없이 전진해 오는 적의 약점과 방어에 유리한 지형적 이점을 이용하여, 수적인 우세만을 믿고 개활지를 횡단하여 공격하는 북한군과 맞서 제1파의 적 공격을 격퇴하였다. 그리하여 국군 8연대는 이날 북한군이 한 명도 제방 위에 올라서 보지 못했다.
북한군 도하 공격이 한층 가열된 7월 1일에도 아군은 노량진 지역에서의 방어진지는 고수하고 있었다. 동작동 뒤쪽의 고지를 점령하고 있던 윤춘근 중령이 이끄는 9연대는 7월 1일 날이 밝자 고지에서 능선을 따라 한강 남안에 위치한 북한군을 공격하여 도하 거점을 제거하려 했으나 별다른 성과를 거두지 못했다.
수도고지에 있던 25연대도 고지에 숨어든 북한군들을 퇴치하기는 했으나 2대대장 배운용 소령이 전사하는 등 적지 않은 손실을 입었다. 노량진 역 부근에 배치된 공병대대도 대대장 엄재완 소령이 흉부 관통상을 입어 안양으로 후송되고, 사육신 묘 근처에 재배치 된 20연대 1대대 역시 북한군의 포탄에 정보, 작전 장교가 전사 또는 부상하였다. 이러한 공격과 더불어 북한군은 경부복선 철교의 복구에 들어갔다.
특히 북한군은 전날 폭파가 안 된 중간 단선철교로 전차를 도하시키려다가 미 공군이 이를 폭격, 차단하자 남쪽 연결 부분이 이탈된 경부복선 철교에 새로운 교판을 까는 작업을 실시하면서 이 지역의 국군에게 맹렬한 포격과 공격을 실시하였다. 그리하여 국군은 국군수도병원(전 공군회관 위치)에 있던 혼성 7사단 지휘소마저 그로부터 남쪽으로 600m 떨어진 서울공업고등학교로 옮겨야만 했다.

### 7월 2일
7월 2일 역시 북한군은 8연대의 진지를 향해 집요하게 돌파를 시도하였다. 이번에는 전날 밤에 비행장을 점령한 병력까지 합세하여 방어선 돌파를 시도했다.
이에 연대는 이철원 소령이 이끄는 제1대대의 김인걸 대위가 이끄는 1중대를 선발하여 비행장을 공격하도록 했다. 종일 혈전을 벌인 결과, 아군은 북한군을 밤섬 쪽으로 후퇴 시켰으나, 아군의 피해는 엄청난 것이었고 이 과정에서 이철원 대대장과 중대장, 그리고 박격포 사격을 지휘하던 10중대장 나병서 대위가 북한군의 포격으로 전사했다.
8연대 좌측에 배치되어 방어에 임하고 있던 18연대 1대대 역시 난지도에서 양화진으로 도하하려는 적과 혈전을 벌이고 있었다. 대대의 4중대장 대리를 하고 있던 최규현 중위는 이렇게 기록하고 있어 당시의 상황을 말해 주고 있다.
| “ | 이날 종일 앉아서 북한군의 포탄을 맞았다. 어떤 병사는 호 속에 포탄이 떨어져서 형체도 없어지고 말았다. 병사들이 할 수 있는 일이란 오직 한 가지, 적의 포탄에 맞지 않게 해줍시사 하고 기도하는 것뿐이었다. 이날 …… 등 병사 10명이 전사하고 중대 선임하사 ……가 실종되었으며, ……의 두 병사가 부상을 입었다. 모두가 적의 포탄에 의한 것이다……. | ” |

실로 여의도에서 북한군의 공격을 막고 있던 국군은 견디기 어려운 상황 속에서도 북한군의 진출을 허용하지 않고 있었다.
7월 2일 역시 전날과 다름없는 공방전이 계속되는 가운데 노량진 지역에 배치된 아군은 그래도 방어선을 유지하고 있었다. 20연대와 1연대의 혼성대대가 노량진 역 근방의 강변진지를 지키는 가운데 9연대와 25연대 병력이 지키고 있던 흑석동 뒷산 본동과 수도고지를 잇는 방어선에서는 북한군과 국군 사이에 치열한 공방전이 전개되었다.
이 곳에 배치된 대대는 병력이 줄어서 중대로 다시 재편성하면서 고지를 지키고 있었다. 동작동의 한 고지를 점령한 한 소대장은 고지를 점령하자마자 50발의 북한군 포탄 세례를 받아 순식간에 2개 분대를 잃어버렸다.
1개 분대 12명만으로 고지를 지킬 수밖에 없던 소대장은 실탄도 각자 50여 발씩 정도만 가지고 있다는 사실을 알았다. 해가 뉘엿뉘엿 넘어가기 시작하자 1개 소대규모의 적이 공격해 왔다. 이에 소대장은 남은 병사들 손에 수류탄 2개씩을 쥐어주면서 적이 앞으로 올 때까지 기다리다가 소대장의 '하나, 둘, 셋' 신호와 함께 일제히 이를 던지도록 당부했다. 한 병사가 연달아 던진 두발의 수류탄은 폭음과 함께 북한군을 놀라게 했다.
북한군은 부상자 몇 명을 끌고 후퇴했다. 그러자 소대장은 '제 1소대 우로! 제 2소대 좌로! 적을 포위하라!'고 소리치면서 자신이 마치 중대병력을 가진 중대장인 것처럼 위장했다. 이 위장공세 덕택이었던지 해가 졌는데도 북한군이 나타나지 않았다. 이와 같은 상황 속에서 이들 대대는 동작동고지에서 수도고지에 이르는 방어선을 그래도 지켜내고 있었다.
노량진과 영등포지역의 작전과는 커다란 연관을 맺지 않으면서 개전 초부터 계속 연결되는 김포지역과 경인가도 지역에서의 작전도 결코 순탄할 수가 없었다.

### 7월 3일
인민군 제4사단은 오전 4시에 경부선 철교에서 전차 4량을 도하시키는데 성공하였고, 후속부대를 영등포방면으로 우회시켰다. 또한 열차를 이용하여 전차 13량과 부대를 한강 남안에 진출시켜 여의도와 노량진 일대를 석권하기 시작했다.

## 결과 및 영향
7월 4일에 수원마저 포기하게 됨으로써 마지막 보루가 무너지게 되면서 결국 국군은 낙동강을 목표로 물러서게 되었다.

## 참고 자료
- 용산 전쟁기념관

## 같이 보기
- 한강 해전 (1951년)